# خوسيه نارسيسو دا كونا رودريغوس
خوسيه نارسيسو دا كونا رودريغوس (بالبرتغالية: José Narciso da Cunha Rodrigues‏) هو قاضي ومحامي برتغالي، ولد في 1940.